# Vossenburg (plantage)
Vossenburg is een voormalige suikerrietplantage aan de Commewijnerivier in Suriname. In het Surinaams werd Vossenburg ook wel Fosborgoe of  Mosika-di-Vroe genoemd, naar de eerste eigenaar De Vree. 

## Eigendomssituaties
Gerard de Vree, afkomstig uit Arnhem, was burgerkapitein in de Beneden-Commewijne, eigenaar van plantages Vossenburg en Wayampibo en gehuwd met Abigael van Sandick. Hij overleed in 1726. Zijn zoon Gerrit nam Vossenburg toen over. Zijn dochters Henriëtte en Johanna Elisabeth de Vree keerden in 1727 terug naar Arnhem en namen daarbij een slaafgemaakt meisje mee, die direct na aankomst een bijbel in de hand kreeg gedrukt. In 1741 werd deze vrouw in de Eusebiuskerk gedoopt onder de naam Anna van Vossenburg. Anna overleed in 1780.
Eigenaren van Vossenburg zijn geweest:
- 17??: Gerard de Vree
- 1737: Gerrit de Vree (zoon van Gerard)
- 1770: H. W. Crantzen, erven Brantse
- 1819: Erven M.W. Englen en J.N. Brandsen
- 1824: M. Broen Mz. qq.
- 1863: Erven baron D.W.G.J. Brantsen van de Zyp

In 1819 was Vossenburg 3.000 Surinaamse akkers groot, ongeveer 1.300 hectare. De plantage had een watergedreven suikermolen.

## Ongeregeldheden

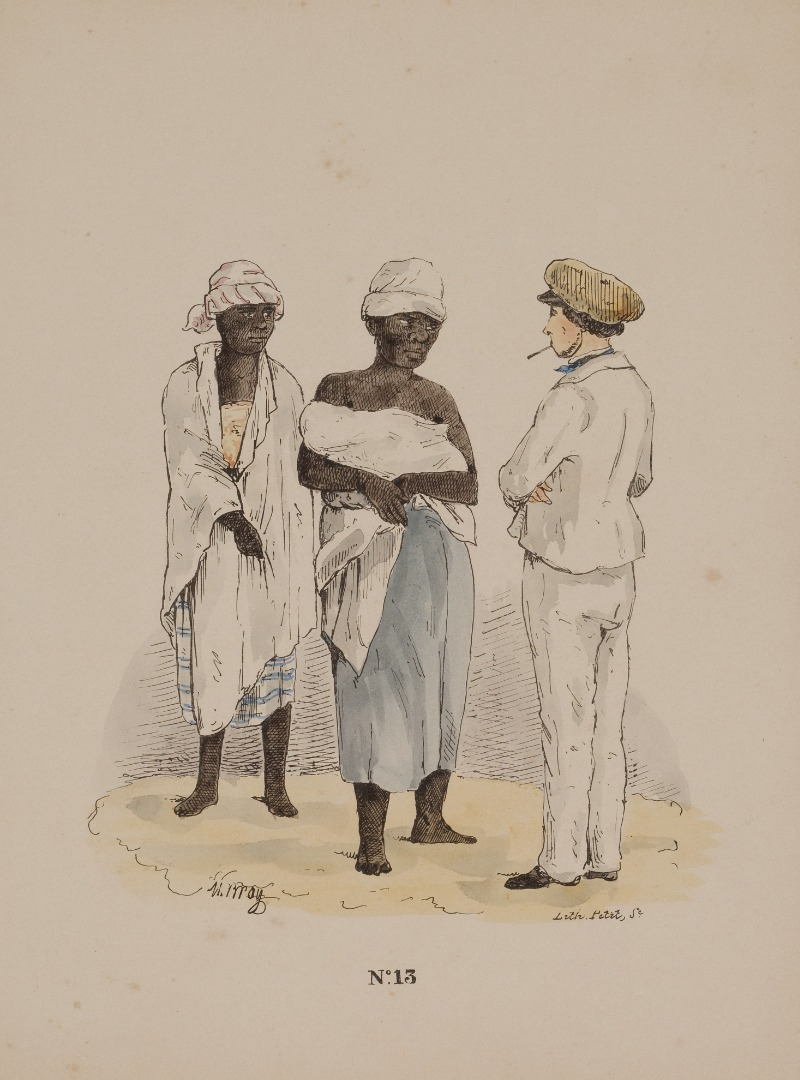
Twee slaafgemaakten en de plantage-eigenaar, getekend door Théodore Bray, directeur van Vossenburg rond 1850

In 1857 waren er op plantage Vossenburg 'ongeregeldheden' waarvan de aard niet verder gespecificeerd wordt. 
Mogelijk hield de onrust verband met het nieuwe slavenreglement van 1856 dat de Nederlandse koloniale overheid, vooruitlopend op de onvermijdelijke afschaffing van de slavernij, had vastgesteld. Op plantage Vossenburg had "vooral de bepaling dat de verlorene nachtrust moest worden gerestitueerd, de gemoederen der slaven in gisting gebragt", aldus de plantage-administrateur.
In 1859 waren op Vossenburg 240 slaafgemaakten tewerkgesteld (109 mannelijk, 131 vrouwelijk). De burger-officier op Vossenburg heette D.M. Uhlenkamp.
In het licht van de naderende afschaffing van de slavernij zette de kolonie volop in op kerstening met het idee hierdoor controle te kunnen behouden over de slavenmacht. Op Vossenburg was J.P.C. Klint diaken of zendeling vanuit de Luthersche gemeente. Kerstening was echter geen eenvoudige zaak. Zo wilden de slaafgemaakten geen afstand doen van hun amuletten en muziekinstrumenten, daar deze een religieuze betekenis hebben binnen de Afrikaanse traditie (Winti). Het was de zendeling op Vossenburg wel duidelijk geworden dat de zogeheten Kwa kwa (een drum) niet alleen de ‘Augenlust, Fleischeslust und hoffärtigem Wesen ganz bestimmt verleiten kann’, maar dat deze ook een religieuze functie vervulde. Hoezeer de zendeling ook het zondig karakter van dit instrument benadrukte, geen van de slaven die er een bezat, ook niet de gekerstende, wilde er afstand van doen. De meeste zendelingen waren zich van deze diepere betekenissen niet bewust.

## Emancipatie 1863
Bij de daadwerkelijke juridische emancipatie van 1863 zijn op Vossenburg 42 verschillende familienamen geboekstaafd, zowat allen genoemd naar Nederlandse plaatsnamen:
Ankerveen, Arkel, Assendelft, Axel, Boven, Budel, Dubarry, Eijndhoven, Geldorp, Gemerts, Grootebroek, Hage, Hardenberg, Haringcarspel, Heerenveen, Hengeloo, Holysloot, Hoogwoud, Oirschot, Oosterwolde, Oosthuizen, Opperdoes, Pancras, Putten, Schagen, Schermer, Sparen, Sparendam, Spijk, Uithoorn, Vanse, Varen, Vinke, Vinks, Wervershoof, Wieringen, Winschoten, Wormer, Zaandam, Zand, Zandfoort, Zijpe. De geëmancipeerden konden hun achternaam niet zelf kiezen. 
In hetzelfde jaar 1863 werd plantage Vossenburg te koop aangeboden. In september 1869 kwamen alle werkcontracten met de op de plantage werkende arbeiders te vervallen.
A la bonne heure · Anna's Zorg · Akkerboom · Alliance · Alkmaar · Andresa · Auka · Andreesgift · Bantaskine · Barbados · Batavia · Beekenhorst · Belladrum · Bellevue · Belwaarde · Beninenburg · Berg en Dal · Bergen op Zoom · Berlijn (Commewijne) · Berlijn (Para) · Bethlehem · Boksweide · Boston · Botany Bay · Boxel · Bronswijk · Brouwerslust · Bruinendaal · Bucklebury · Buitenrust · Burnside · Cadrosspark · Caledonia · Campenburg · Cannewapibo · Catharina Sophia · Clevia  · Cliffort-Kokshoven · Clyde · Concordia · Concordia en een Kwart Lot · Courcabo · De Dageraad · De Goede Vriendschap · De Resolutie · De Vier Hendrikken · Diamond · Dijkveld · Domburg · Dordrecht · Eendragt · Elisabeth's Hoop · Ellen · L'Espérance (Nickerierivier) · L'Espérance (Surinamerivier) · Esthersrust · Fairfield · Fortuin · Flora · Florentia · Frederiksburg · Frederiksdorp · Frederikslust · Geertruidenberg · Geyersvlijt · Glensander · Gloria · Groot Chatillon · Groot Marseille · Guadeloupe · Hague · Hamburg · Hamilton · Hamptoncourt · Hannover · Hazard · Hebron · Hecht en Sterk · Hooyland · Hope · Houttuin · Huntly · Huwelijkszorg · Inverness · Jagtlust · Jodensavanne · Johan & Margaretha · Johanna Catharina · Johanna Maria · Johannesburg · John · Katwijk · Kent · Kerkshoven · Killenstein · Klein Bellevue · Kleinhoop · Krappahoek · Kroonenburg · Kwatta · La Jalousie · La Prosperité · La Rencontre · La Ressource (Saramacca) · La Ressource (Surinamerivier) · La Singularité · Laarwijk · Leasowes · Leliëndaal · Leonsberg · Livorno · Longmay · Lunenburg · Lust en Rust · Lustrijk · Maasstroom · Margarethenburg · Maria Petronella · Mariënbosch · Mariënburg · Margaretha's Gift · Mary's Hope · Meerzorg · Merveille · Moed en Kommer · Mon Bijou · Mon Souci · Mon Trésor · Monnikendam · Mopentibo · Morgenster · Moy · Nieuw Mocha · Nieuwzorg · Nieuwe Aanleg · De Nieuwe Grond · Nijd en Spijt · Novar · Nursery · Nut en Schadelijk · Onoribo · Onverwacht · Oranibo · Ornamibo · Overbrug · Overtoom 
· Oxford · Palestina · Paradise · Persévérance · Petersburg · Picardië · Peperpot · Pieterszorg · Plaisance · Poelwijk · Potosie · Purmerend · Reijnsdorp · Reijnsfort · Rijnberk · Roosenburg · Rorac · Rust en Werk · Rustenburg · Saltzhalen · Sans Souci · Saphir · Sarah · Sardam · Schaapstede · Schoonoord · Sinabo en Gelre · Sint Barbara · Sint Eustatius · Slootwijk · Sorgvliet · Spieringshoek · Standvastigheid · Suidwijn · Suzanna's Daal · Toevlugt (Surinamerivier) · Tout Lui Faut · Toledo · Totness · Tyronne · 't Vertrouwen · Victoria · Vierkinderen · Visserszorg · Voorburg · Voorzorg (Saramacca) · Vossenburg · Vredenburg · Vriendsbeleid en Ouderzorg · Vreeland · Waltonhall · Waldijk · Waterloo · Wederzorg · Welbedacht · Welgelegen (Commewijne) · Welgelegen (Coronie) · Welgevallen · Weltevreden · Wolffs Capoerica · Wolfenbüttel · 't Ylant · Zoelen · Zorg en Hoop (hout) · Zorg en Hoop (indigo) · Zorg en Hoop (katoen) · Zorg en Hoop (suiker)